# Siliqua (moneda)

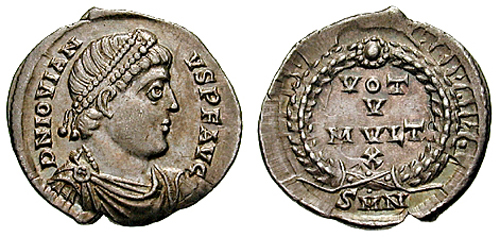
Silicua de Joviano (363-364). 2,02 g.

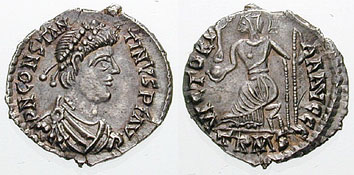
Constantino III en el anverso y diosa Roma en el reverso (408-411). 1,86 g.

La silicua o siliqua (plural latín: siliquas o siliquae) fue una pequeña moneda romana de plata acuñada en el siglo IV de nuestra era para estabilizar el sistema monetario.

## Terminología
La silicua procede del latín "siliqua", que en el Código de Justiniano designa una moneda de plata que vale 1⁄24 del sólido de oro. Aparece también en las Etimologías de Isidoro de Sevilla:

"Siliqua vicesima quarta pars solidi est, ab arbore, cuius semen est, vocabulum tenens." ("Una silicua es una vigésima cuarta parte de un sólido, que debe su nombre al árbol del que es semilla.")

Es decir, proviene de siliqua graeca, que es la semilla del algarrobo europeo. 

## Historia
La moneda aparece bajo el mandato del emperador Constantino I el Grande, estaba compuesta de plata y pesaba 2,24 gramos, casi la mitad que un sólido bizantino de oro, aunque su valor era 24 veces menor que este último. Esto es, una talla de 144 piezas por libra romana y una ley de 925 milésimas.
En 353, su peso se redujo a unos 2 gramos para una proporción teórica que se mantuvo en 24 silicuas por un sólido, y su acuñación se generalizó bajo los reinados de Constancio II y Juliano. Las emisiones conmemoraban generalmente los aniversarios imperiales (decennalia), con reversos en los que una corona rodea una fórmula de años de reinado VOTA MVLTA. Se han localizado en Britania y en las regiones renanas y danubianas, donde estaban estacionados los ejércitos, y probablemente se realizaban durante las donativa, las pagas de gratificaciones a los soldados, mientras que en la parte oriental del imperio se utilizaba más la acuñación de oro.
Bajo la dinastía valentiniana se siguieron emitiendo diferentes silicuas. Las usurpaciones de Máximo y Constantino III se financiaron con una reducción del a unos 1,35 gramos, lo que provocó que los particulares recortaran las silicuas emitidas anteriormente a 2 gramos.
Tras la división final del imperio en 395, Valentiniano III fue el último en emitir silicuas en el Imperio romano de Occidente, mientras que las silicuas siguieron emitiéndose en el Imperio bizantino con el nombre de keration (plural: keratia, nombre griego del algarrobo), con la misma proporción de 24 keratia por un nomisma de oro.
Una base de datos, denominada Siliquae, hace referencia a todas las silicuass del periodo 337-473, con sus características físicas, incluidas las imitaciones de la época y algunas falsificaciones modernas.

## Denominaciones
Es de notar que el término se ha aplicado en tiempos modernos a varias monedas de plata bajo la premisa de que las monedas tenían un valor de 1⁄24 del sólido, que pesaba 1⁄72 de libra romana, y, por tanto, representaban una silicua de oro en valor. Dado que el oro valía unas 12 veces más que la plata en la Antigua Roma, en el Edicto sobre Precios Máximos de Diocleciano de 301, dicha moneda de plata tendría un peso teórico de 2,22 gramos ((4,45 gramos/24)x12 = 2,225 gramos). 
Esto no ha impedido que el término se aplique hoy en día a las monedas de plata emitidas por Constantino, que pesaban inicialmente 3,4 gramos y a la posterior "silicua pesada" de Constancio II de c. 3 gramos, pero encajaría con la posterior "silicua ligera" o "reducida" de después de la reforma de 355 que pesaba unos 2,2 gramos. 
Se trata de un término de conveniencia, ya que las fuentes contemporáneas no indican ningún nombre para estas monedas. Por convención numismática, se denominan silicuas las monedas de plata finas de un peso aproximado de 2 a 3 gramos, posteriores al siglo VII.

## Medida de peso
La siliqua también era una medida de peso en la Antigua Roma, equivalente, en este caso, a 1⁄144 de uncia, esto es, 0,19 gramos.